# Oenothera clavifera
Oenothera clavifera är en dunörtsväxtart som beskrevs av Hudziok. Oenothera clavifera ingår i släktet nattljussläktet, och familjen dunörtsväxter. Inga underarter finns listade i Catalogue of Life.